# Charlbury
Charlbury est une petite ville et une paroisse civile de l'Oxfordshire, en Angleterre. Elle est située dans le nord-ouest du comté, à l'orée de la forêt de Wychwood et du massif des Cotswolds, à une dizaine de kilomètres au nord de la ville de Witney. L'Evenlode, un affluent de la Tamise, traverse la ville. Administrativement, elle relève du district du West Oxfordshire. Au recensement de 2011, elle comptait 2 830 habitants.